# Neotoma stephensi
Neotoma stephensi é uma espécie de roedor da família Cricetidae.
Apenas pode ser encontrada nos Estados Unidos da América.